# Saint-Martin-au-Bosc
Saint-Martin-au-Bosc é uma comuna francesa na região administrativa da Normandia, no departamento de Sena Marítimo. Estende-se por uma área de 7,09 km². Em 2010 a comuna tinha 261 habitantes (densidade: 36,8 hab./km²).